# Đài tưởng niệm Maria Konopnicka ở Września

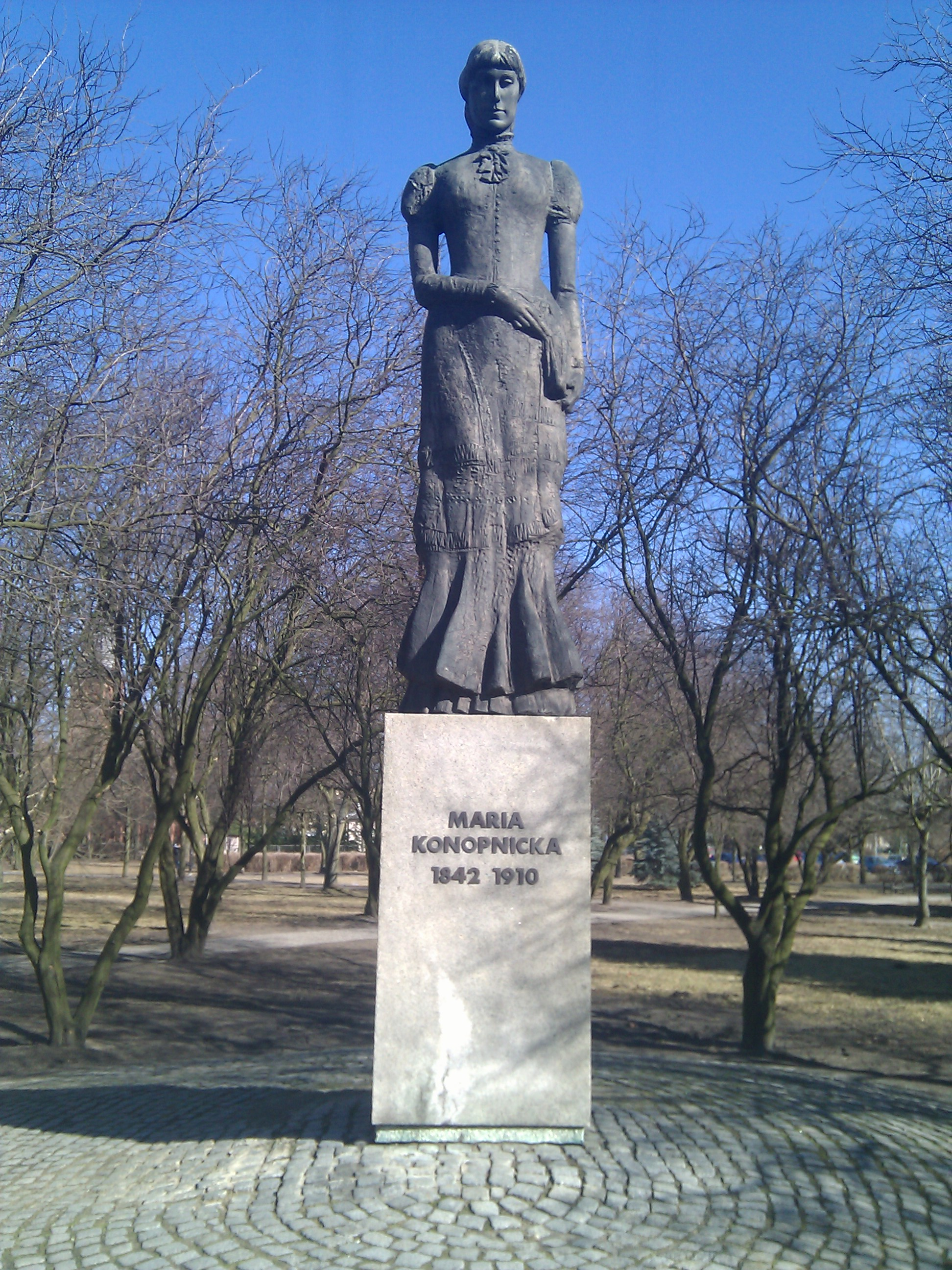
Đài tưởng niệm Maria Konopnicka ở Września, Ba Lan (2012)

Đài tưởng niệm Maria Konopnicka ở Września (tiếng Ba Lan: Pomnik Marii Konopnickiej we Wrześni) là một tượng đài bằng đồng nổi tọa lạc tại thị trấn Września, Ba Lan. Đây là công trình được thực hiện nhằm tưởng nhớ Maria Konopnicka (1842–1910), một nhà thơ, tiểu thuyết gia người Ba Lan kiêm nhà hoạt động vì quyền phụ nữ và nền độc lập của Ba Lan. Tượng đài được dựng lên theo kiến nghị và sự tài trợ bởi cư dân thị trấn Września.
Đài tưởng niệm Maria Konopnicka ở Września do nhà điêu khắc Mieczysław Welter chịu trách nhiệm thiết kế. Công trình được khánh thành vào năm 1979. Công đoạn đúc đồng được thực hiện ở Xưởng luyện kim "Pomet" thành phố Poznań. Vị trí tượng đài được ấn định tại nơi đây nhằm tri ân nhà thơ vì bà đã ủng hộ và bảo vệ các học sinh tham gia Cuộc đình công tại trường Września. Hiện nay, tác phẩm điêu khắc được đặt trong Công viên Trẻ em Września (Park Miejski im. Dzieci Wrzesińskich we Wrześni). Xung quanh tượng đài còn có 8 tác phẩm điêu khắc bằng đồng khác được nghệ sĩ Józef Stasińsk thiết kế.